# Кусье-Александровский
Кусье-Александровский — посёлок городского типа в Горнозаводском районе Пермского края России, старинный уральский населённый пункт.
Население — 1510 чел. (2023).

## География
Кусье-Александровский расположен в горной, лесистой местности Среднего Урала, на реке Койве, на обоих берегах. В черте посёлка в реку Койву впадает река Кусья. В устье Кусьи находится старинная плотина, среди местных жителей и туристов называемая водопадом и являющаяся главной достопримечательностью Кусье-Александровского. Плотина на речке Кусье формирует небольшой пруд. Река Койва протекает по всей протяжённости посёлка, в черте которого образует несколько заводей и формирует несколько небольших островов. Вокруг Кусье-Александровского нет высоких горных вершин и берега реки достаточно пологие, за исключением скал Богатский Камень и Камень Гребешки на северном берегу. Это делает местность вокруг посёлка привлекательной для рыбаков. Посёлок находится в восточной части Пермского края, к востоку от города Чусового и к югу от районного центра — города Горнозаводска, к югу от железнодорожной ветки Чусовская — Нижний Тагил. Расстояние до ближайшей железнодорожной станции Пашии — 16 километров.

## История

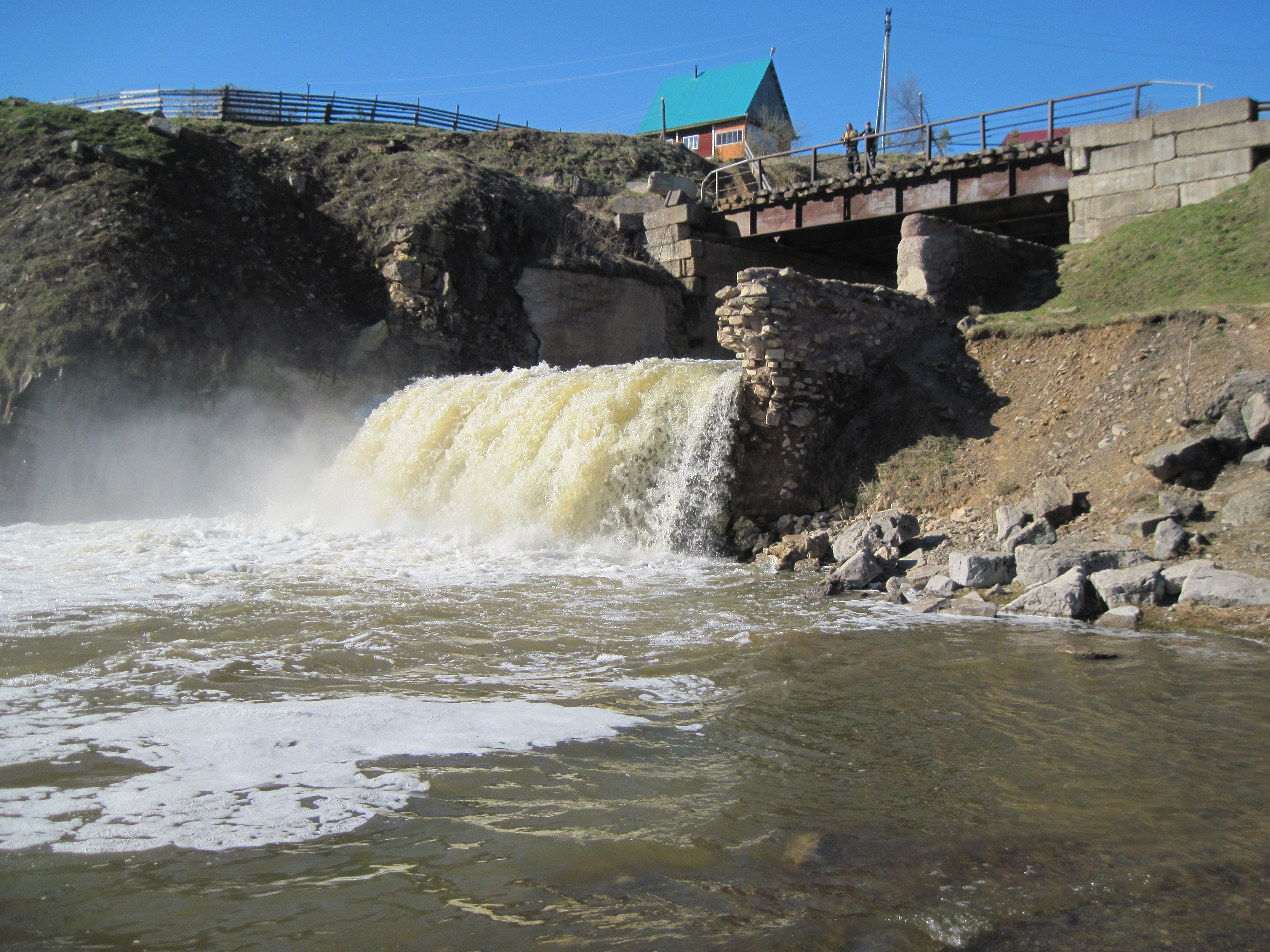
Плотина бывшего Кусье-Александровского завода

Кусье-Александровский чугунолитейный завод и поселение при нём были основаны Строгановыми на месте впадения маленькой речки Кусьи в реку Койву в 1751 году. Первая часть названия дана по реке Кусья, вторая — по имени основателя завода, промышленника Александра Григорьевича Строганова. Причиной послужили открытия многочисленных мелких месторождений бурого железняка на реке Чусовой (Чизменский, Четырёхбратский и другие рудники).
Завод занимался исключительно получением чугуна, который для переделки на сталь, отправлялся по Чусовой и Каме на Юго-Камский завод. Когда в 1785 году построили Лысьвенский завод, то чугун начали отправлять на него — сначала по Койве на барках, а потом гужевым транспортом по Кусьинскому тракту. В конце XVIII века предприятие перешло во владение наследников Строгановых — князей Голицыных и Шаховских (от Шаховских — к князьям Бутеро-Родали). Частью завода до 1886 года владели князья Голицыны. На завод руда поступала преимущественно с Куртымского рудника. Руда — бурый и красный железняки. Среднее содержание железа в Куртымской руде составляло 44 %.
В начале XX века завод пережил небольшую реконструкцию, но уральскую промышленность охватил глубокий кризис. После Революции в 1919 году завод был разрушен и не возобновлял свою работу. Некоторые рудники, в том числе Куртымский работали до 1930-х годов, но потом закрылись и они. В период коллективизации возник колхоз «Красный Урал». Короткий взлёт посёлок пережил в 1940—50-х годах, когда в его окрестностях были разведаны многочисленные россыпные месторождения алмазов, алмазы были найдены и в самом посёлке, в Ершовском логу.
В начале 1940-х годов трестом «Уралзолото» был создан Теплогорский алмазный прииск (первый алмазный прииск в истории страны), преобразованный 2 сентября 1946 года в «Уральское управление по добыче алмазов» («Уралалмаз»), которое находилось здесь до марта 1967 года. До 1947 года в посёлке существовала Уральская алмазная экспедиция, разделённая затем на Владимирскую и Петровскую экспедиции (в Кусье-Александровском с 1951 по 1953 год работала партия № 6 Владимирской экспедиции). Драгой была перепахана долина Койвы. В 1954 году в Якутии было найдено коренное месторождение алмазов. В результате поиски алмазных месторождений на Урале были свёрнуты, а прииск «Уралалмаз» был переведён в Красновишерский район, на более богатые россыпи, оставив на память дражные отвалы, карьеры и стены обогатительных фабрик.
В 1950-х годах в посёлке существовали: училище механизации сельского хозяйства № 7 и артель «Вперёд». В июле 1961 года была основана трикотажная фабрика (некоторое время являлась филиалом Верещагинского производственного трикотажного объединения), с 1991 года — муниципальное предприятие «Гамма». С 1972 года работает Кусьинский лесопункт Бисерского леспромхоза.
Во второй половине 1960-х г.г. посёлок несколько лет был базой Уральской комплексной экспедиции МГУ.
Посёлок городского типа с 10 мая 1946 года. Кусье-Александровский являлся центром Кусье-Александровского поселкового совета (до января 2006 года).

## Инфраструктура
В Кусье-Александровском работает дом досуга — структурное подразделение муниципального автономного учреждения культуры «Дом культуры имени Л.И.Бэра», библиотека, средняя общеобразовательная школа, детский сад, амбулаторная больница/поликлиника (общая врачебная практика), психоневрологический интернат, участковый пункт полиции, почтовое отделение, отделение Сбербанка. Также действует православный храм — церковь Троицы Живоначальной и находится действующая туристическая база «Затерянный мир». В посёлке есть памятник жертвам Великой Отечественной войны, также на северном берегу Койвы на столбе установлен памятный знак спецпосёлка политзаключённых.

### Транспорт
До посёлка можно добраться на пригородном автобусе или на такси из города Горнозаводска либо доехать личным автотранспортом.

### Промышленность
В посёлке функционируют три лесозаготовительных фирмы.

## Население
| 1959  | 1970  | 1979  | 1989  | 2002  | 2006  | 2007  | 2009  | 2010  |
| ----- | ----- | ----- | ----- | ----- | ----- | ----- | ----- | ----- |
| 8297  | ↘3977 | ↘3433 | ↘2656 | ↘1943 | ↘1900 | →1900 | ↘1812 | ↘1788 |
| 2012  | 2013  | 2014  | 2015  | 2016  | 2017  | 2018  | 2019  | 2020  |
| ↗1874 | ↗2050 | ↗2072 | ↘1996 | ↗2013 | ↘1947 | ↘1933 | ↘1880 | ↘1850 |
| 2021  | 2023  |       |       |       |       |       |       |       |
| ↘1592 | ↘1510 |       |       |       |       |       |       |       |